# Arrondissement d'Almelo
1811–1814
L'arrondissement d'Almélo (ancienne francisation d'Almelo) était une subdivision administrative française du département des Bouches-de-l'Yssel créée le 1er janvier 1811 et supprimée le 11 avril 1814 à la chute de l'Empire.
Sa préfecture était la ville d'Almélo.

## Géographie

### Composition
Il comprenait les cantons de :
- Almélo (Almelo)
- Delden
- Enschède (Enschede)
- Goor
- Oldensaël (Oldenzaal)
- Ootmarsum